# Ecorregión marina Juan Fernández y Desventuradas
La ecorregión marina Juan Fernández y Desventuradas (179) es una georregión ecológica situada en el sudoeste de América del Sur. Se la incluye en la provincia marina del mismo nombre, en la ecozona oceánica de América del Sur templada (en inglés Temperate South America).

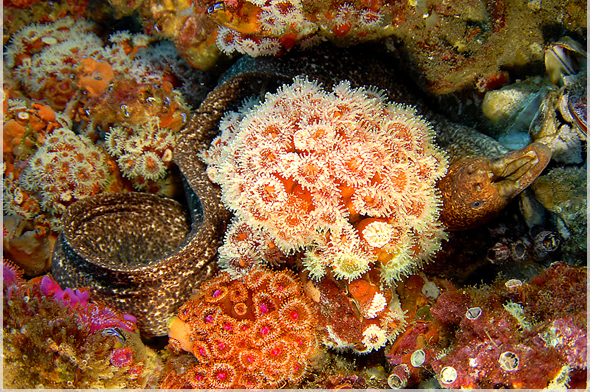
Corales y morena en el archipiélago Juan Fernández.

## Distribución

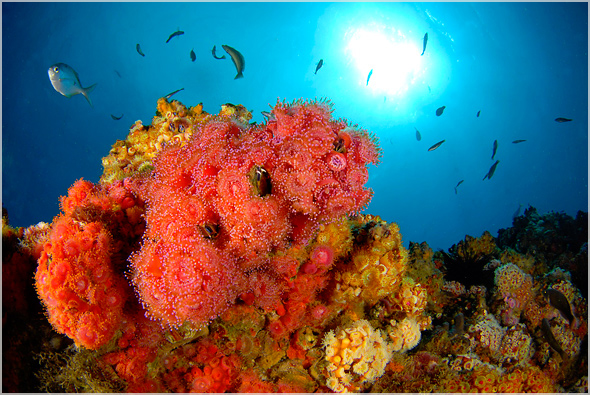
Corales y peces en los arrecifes en el archipiélago Juan Fernández.

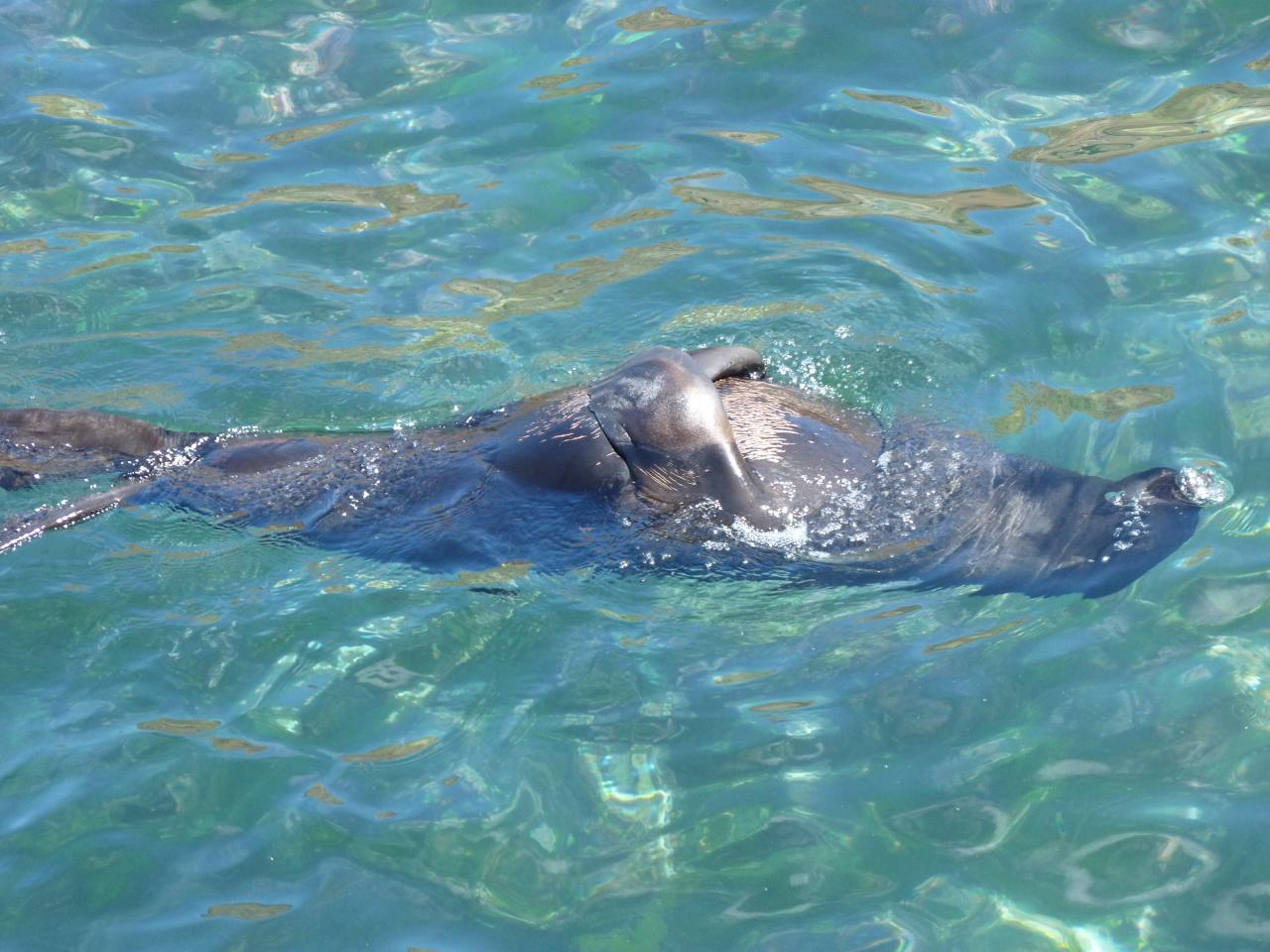
Lobo fino de Juan Fernández, un mamífero endémico de esta ecorregión.

Esta ecorregión se distribuye de manera exclusiva en derredor de dos archipiélagos oceánicos situados al occidente del litoral marítimo central de Chile, en aguas del océano Pacífico sudoriental. 
En más septentrional es el de las islas Desventuradas, compuesto por el islote González, la roca Catedral y las islas San Ambrosio y San Félix.
El más austral es el archipiélago Juan Fernández, un conjunto de islas a más de 670 km del continente. Lo componen las islas Robinson Crusoe (antiguamente conocida como Más a Tierra), Alejandro Selkirk (Más Afuera), el islote Santa Clara e islotes menores.
Entre las especies endémicas de esta ecorregión destacan el lobo fino de Juan Fernández (Arctophoca philippii philippii) y la langosta de Juan Fernández (Jasus frontalis).